# Justine Braisazová-Bouchetová
Justine Braisazová-Bouchetová, za svobodna Justine Braisazová (* 4. července 1996 Albertville), je francouzská biatlonistka a olympijská vítězka ze závodu s hromadným startem z pekingské olympiády a pětinásobná mistryně světa.
Ve světovém poháru ve své dosavadní kariéře zvítězila v deseti individuálních závodech, poprvé v závodě s hromadným startem v domácím Annecy v prosinci 2017. Osm triumfů přidala s francouzskou štafetou.
V září 2022 oznámila, že je těhotná a přerušuje profesionální kariéru. Do závodů se vrátila o rok později v sezóně 2023/2024.

## Výsledky

### Olympijské hry a mistrovství světa
Justine Braisazová-Bouchetová startovala dosud na dvou zimních olympijských hrách –  v roce 2018 v Pchjongčchangu, kde získala bronzovou medaili ze smíšené štafety, a v roce 2022 v Pekingu, kde ovládla závod s hromadným startem.
Zúčastnila se taktéž sedmi mistrovství světa v biatlonu. Jejím nejúspěšnějším šampionátem se stala Mistrovství světa 2024, kde získala tři zlaté medaile, včetně závodu s hromadným startem.
| Sezóna  | D   | Místo                | SP  | SZ  | HZ  | IZ  | ŠT  | SŠT | SZD | Věk    |
| ------- | --- | -------------------- | --- | --- | --- | --- | --- | --- | --- | ------ |
| 2014/15 | MS  | Kontiolahti          | 34. | 35. | –   | 34. | 2.  | –   | ×   | 18 let |
| 2015/16 | MS  | Oslo                 | 25. | 22. | 12. | 16. | 2.  | –   | ×   | 19 let |
| 2016/17 | MS  | Hochfilzen           | 28. | 5.  | 28. | 48. | 3.  | –   | ×   | 20 let |
| 2017/18 | ZOH | Pchjongčchang        | 10. | 34. | 20. | 55. | 3.  | –   | ×   | 21 let |
| 2018/19 | MS  | Östersund            | 60. | DNS | 15. | 3.  | 8.  | –   | –   | 22 let |
| 2019/20 | MS  | Anterselva           | 32. | 37. | 22. | 19. | 14. | 7.  | –   | 23 let |
| 2020/21 | MS  | Pokljuka             | 25. | 30. | 28. | 63. | –   | –   | –   | 24 let |
| 2021/22 | ZOH | Peking               | 48. | DNS | 1.  | 40. | 6.  | –   | ×   | 25 let |
| 2023/24 | MS  | Nové Město na Moravě | 2.  | 3.  | 1.  | 7.  | 1.  | 1.  | –   | 27 let |
| 2024/25 | MS  | Lenzerheide          | 1.  | 3.  | 10. | 9.  | 1.  | –   | –   | 28 let |

Poznámka: Výsledky z olympijských her se do hodnocení světového poháru nezapočítávají, výsledky z mistrovství světa se dříve započítávaly, od mistrovství světa v roce 2023 se nezapočítávají.

### Světový pohár

#### Sezóna 2021/2022
| ČSP              | Místo             | SP                  | SZ  | HZ  | IZ  | ŠT  | SŠT | SZD | STŘ |
| ---------------- | ----------------- | ------------------- | --- | --- | --- | --- | --- | --- | --- |
| 1.               | Östersund         | 6.                  | ×   | ×   | 38. | ×   | ×   | ×   |     |
| 2.               | Östersund (2)     | 17.                 | 12. | ×   | ×   | 1.  | ×   | ×   |     |
| 3.               | Hochfilzen        | 2.                  | 14. | ×   | ×   | 3.  | ×   | ×   |     |
| 4.               | Annecy            | 31.                 | 17. | 12. | ×   | ×   | ×   | ×   |     |
| 5.               | Oberhof           | 34.                 | 30. | ×   | ×   | ×   | –   | –   |     |
| 6.               | Ruhpolding        | 5.                  | 91. | ×   | ×   | 1.  | ×   | ×   |     |
| 7.               | Anterselva        | ×                   | ×   | 5.  | 1.  | 3.  | ×   | ×   |     |
| 8.               | Kontiolahti       | 14.                 | 31. | ×   | ×   | DSQ | ×   | ×   |     |
| 9.               | Otepää            | 35.                 | ×   | 7.  | ×   | ×   | 3.  | –   |     |
| 10.              | Holmenkollen-Oslo | 41.                 | 24. | 1.  | ×   | ×   | ×   | ×   |     |
| Celkové umístění | Celkové umístění  | 12.                 | 16. | 1.  | 6.  | 3.  | 3.  | 3.  |     |
| Celkové umístění | Celkové umístění  | 581 bodů (8. místo) |     |     |     | 3.  | 3.  | 3.  |     |

#### Sezóna 2022/2023
Nestartovala

#### Sezóna 2023/2024
| ČSP              | Místo             | SP                   | SZ  | HZ  | IZ  | ŠT | SŠT | SZD |
| ---------------- | ----------------- | -------------------- | --- | --- | --- | -- | --- | --- |
| 1.               | Östersund         | 24.                  | 15. | ×   | 21. | 5. | 1.  | –   |
| 2.               | Hochfilzen        | 3.                   | 8.  | ×   | ×   | 3. | ×   | ×   |
| 3.               | Lenzerheide       | 1.                   | 1.  | 1.  | ×   | ×  | ×   | ×   |
| 4.               | Oberhof           | 1.                   | 2.  | ×   | ×   | 1. | ×   | ×   |
| 5.               | Ruhpolding        | 12.                  | 7.  | ×   | ×   | –  | ×   | ×   |
| 6.               | Anterselva        | ×                    | ×   | 9.  | 42. | ×  | –   | –   |
| 8.               | Oslo-Holmenkollen | ×                    | ×   | 11. | 7.  | ×  | –   | –   |
| 9.               | Soldier Hollow    | 1.                   | 7.  | ×   | ×   | 6. | ×   | ×   |
| 10.              | Canmore           | 8.                   | 3.  | 4.  | ×   | ×  | ×   | ×   |
| Celkové umístění | Celkové umístění  | 2.                   | 4.  | 4.  | 15. | 3. | 2.  | 2.  |
| Celkové umístění | Celkové umístění  | 1025 bodů (4. místo) |     |     |     | 3. | 2.  | 2.  |

#### Sezóna 2024/2025
| ČSP              | Místo                | SP            | SZ  | HZ  | IZ  | ŠT | SŠT | SZD |
| ---------------- | -------------------- | ------------- | --- | --- | --- | -- | --- | --- |
| 1.               | Kontiolahti          | 14.           | ×   | 9.  | 39. | 2. | 2.  | –   |
| 2.               | Hochfilzen           | 6.            | 16. | ×   | ×   | 2. | ×   | ×   |
| 3.               | Annecy               | 1.            | 12. | 23. | ×   | ×  | ×   | ×   |
| 4.               | Oberhof              | 4.            | 9.  | ×   | ×   | ×  | –   | –   |
| 5.               | Ruhpolding           | ×             | ×   | 29. | 32. | 3. | ×   | ×   |
| 6.               | Anterselva           | 16.           | 10. | ×   | ×   | –  | ×   | ×   |
| 7.               | Nové Město na Moravě | 2.            | 7.  | ×   | ×   | 1. | ×   | ×   |
| 8.               | Pokljuka             | ×             | ×   | 22. | 6.  | ×  | –   | 4.  |
| 9.               | Oslo-Holmenkollen    | 40.           | 20. | 11. | ×   | ×  | ×   | ×   |
| Celkové umístění | Celkové umístění     | 3.            | 9.  | 17. | 17. | 1. | 2.  | 2.  |
| Celkové umístění | Celkové umístění     | 657 bodů (8.) |     |     |     | 1. | 2.  | 2.  |

### Juniorská mistrovství

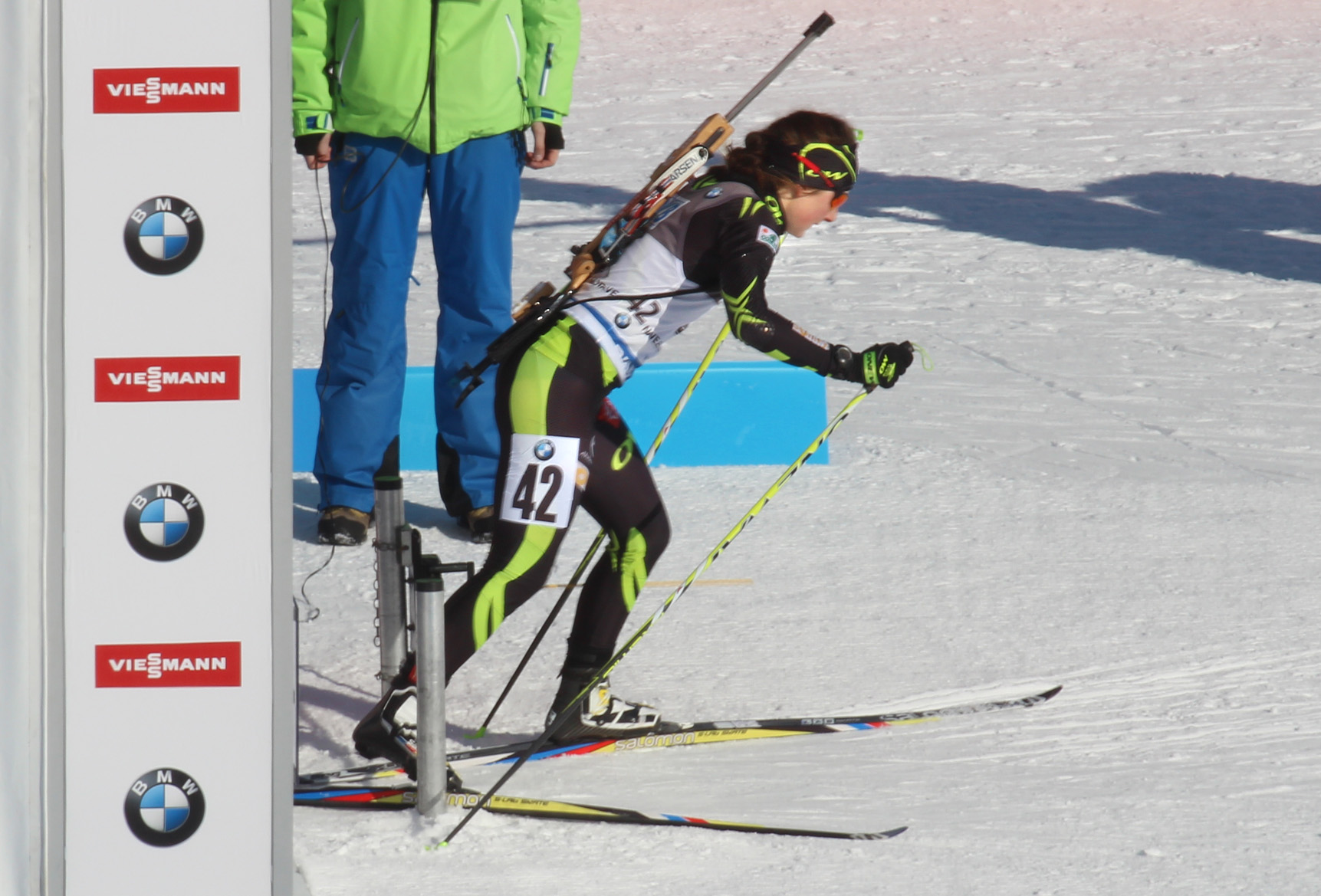
Justine Braisazová během SP v Novém Městě na Moravě v roce 2015

Zúčastnila se dvou Mistrovství světa juniorů v biatlonu. Nejlepším výsledkem je pro ni 5. místo ze sprintu na šampionátu v americkém Presque Isle v roce 2014.
| Sezóna  | D   | Místo        | SP  | SZ  | IZ  | ŠT | Věk    |
| ------- | --- | ------------ | --- | --- | --- | -- | ------ |
| 2012/13 | MSJ | Obertilliach | 71. | –   | 46. | –  | 16 let |
| 2013/14 | MSJ | Presque Isle | 5.  | 15. | 29. | 6. | 17 let |

## Vítězství v závodech světového poháru, na mistrovství světa a olympijských hrách

### Individuální
| Č.                                                         | sezóna    | datum             | místo                            | disciplína                |
| ---------------------------------------------------------- | --------- | ----------------- | -------------------------------- | ------------------------- |
| 1.                                                         | 2017/2018 | 17. prosince 2017 | Annecy, Francie                  | závod s hromadným startem |
| 2.                                                         | 2019/2020 | 5. prosince 2019  | Östersund, Švédsko               | vytrvalostní závod        |
| 3.                                                         | 2021/2022 | 21. ledna 2022    | Anterselva, Itálie               | vytrvalostní závod        |
| OH                                                         | 2021/2022 | 18. února 2022    | Peking, Čína (ZOH)               | závod s hromadným startem |
| 4.                                                         | 2021/2022 | 20. března 2022   | Holmenkollen, Norsko             | závod s hromadným startem |
| 5.                                                         | 2023/2024 | 14. prosince 2023 | Lenzerheide, Švýcarsko           | sprint                    |
| 6.                                                         | 2023/2024 | 16. prosince 2023 | Lenzerheide, Švýcarsko           | stíhací závod             |
| 7.                                                         | 2023/2024 | 17. prosince 2023 | Lenzerheide, Švýcarsko           | závod s hromadným startem |
| 8.                                                         | 2023/2024 | 5. ledna 2024     | Oberhof, Německo                 | sprint                    |
| MS                                                         | 2023/2024 | 18. února 2024    | Nové Město na Moravě, Česko (MS) | závod s hromadným startem |
| 9.                                                         | 2023/2024 | 8. března 2024    | Soldier Hollow, Spoejné státy    | sprint                    |
| 10.                                                        | 2024/2025 | 20. prosince 2024 | Annecy, Francie                  | sprint                    |
| MS                                                         | 2024/2025 | 14. února 2025    | Lenzerheide, Švýcarsko (MS)      | sprint                    |
| – závod na mistrovství světa – závod na olympijských hrách |           |                   |                                  |                           |

### Kolektivní
| Č.                           | sezóna    | datum              | místo                            | disciplína      |
| ---------------------------- | --------- | ------------------ | -------------------------------- | --------------- |
| 1.                           | 2015/2016 | 24. ledna 2016     | Anterselva, Itálie               | štafeta         |
| 2.                           | 2017/2018 | 7. ledna 2018      | Oberhof, Německo                 | štafeta         |
| 3.                           | 2018/2019 | 2. prosince 2018   | Pokljuka, Slovinsko              | smíšená štafeta |
| 4.                           | 2018/2019 | 18. ledna 2019     | Ruhpolding, Německo              | štafeta         |
| 5.                           | 2019/2020 | 25. ledna 2020     | Pokljuka, Slovinsko              | smíšená štafeta |
| 6.                           | 2021/2022 | 5. prosince 2021   | Östersund, Švédsko               | štafeta         |
| 7.                           | 2021/2022 | 14. ledna 2022     | Ruhpolding, Německo              | štafeta         |
| 8.                           | 2023/2024 | 25. listopadu 2023 | Östersund, Švédsko               | smíšená štafeta |
| 9.                           | 2023/2024 | 7. ledna 2024      | Oberhof, Německo                 | štafeta         |
| MS                           | 2023/2024 | 7. února 2024      | Nové Město na Moravě, Česko (MS) | smíšená štafeta |
| MS                           | 2023/2024 | 17. února 2024     | Nové Město na Moravě, Česko (MS) | štafeta         |
| MS                           | 2024/2025 | 22. února 2025     | Lenzerheide, Švýcarsko (MS)      | štafeta         |
| 10.                          | 2024/2025 | 9. března 2025     | Nové Město na Moravě, Česko      | štafeta         |
| – závod na mistrovství světa |           |                    |                                  |                 |